# Villeneuve-sur-Verberie
Villeneuve-sur-Verberie är en kommun i departementet Oise i regionen Hauts-de-France i norra Frankrike. Kommunen ligger i kantonen Pont-Sainte-Maxence som tillhör arrondissementet Senlis. År 2022 hade Villeneuve-sur-Verberie 718 invånare.

## Befolkningsutveckling
Antalet invånare i kommunen Villeneuve-sur-Verberie
| Referens: INSEE |